# Jan Gołąbecki
Jan Gołąbecki vel Kolombeski (również Gołembiewski, Gołębiewski lub Gołębiowski) (ur. 1760 w Ostrowie, zm. 29 kwietnia 1851 w Paryżu) – weteran kampanii napoleońskich.
W 1774 roku miał wstąpić do wojska francuskiego. W roku 1790 otrzymał stopień kaprala, w 1808 został wcielony do 3 Pułku Legii Nadwiślańskiego. Ranny w 1814 dostał się do szpitala wojskowego w Poitiers. Dnia 11 października 1814 roku został przydzielony do kompanii podoficerów straży nieuchronnej. W 1846 roku został weteranem w 5 kompanii weteranów. Zmarł w Domu Inwalidów w Paryżu w wieku 91 lat.
Przebywając we Francji, posługiwał się aktem urodzenia swojego ojca, również Jana, urodzonego w 1730 roku, podając się za osobę o 30 lat starszą. W ten sposób miał wyłudzić od króla Francji Ludwika Filipa I order Legii Honorowej oraz dożywotnią rentę. W momencie śmierci miał mieć rzekomo 121 lat. Mistyfikacja została ujawniona przez paryskie gazety kilka lat po jego śmierci.